# اتحاد الإمارات للشطرنج
اتحاد الإمارات للشطرنج هي منظمة غير ربحية، مسؤولة عن تنظيم مسابقات الشطرنج داخل الإمارات ،وهي واحدة من المنظمات التابعة للاتحاد الدولي للشطرنج.
تأسست في شهر أغسطس من عام 1976 بهدف نشر وتطوير لعبة الشطرنج كرياضة ذهنية وثقافية في مختلف إمارات الدولة وانضم إلى عضوية الاتحاد الدولي للشطرنج عام 1977 ثم انضم إلى الاتحاد العربي للشطرنج في نفس العام.

## وصلات خارجية
- اتحاد الإمارات للشطرنج